# Heuglin-frankolin
A Heuglin-frankolin (Pternistis icterorhynchus) a madarak osztályának tyúkalakúak (Galliformes) rendjébe a fácánfélék (Phasianidae) családjába  és a fogolyformák (Perdicinae) alcsaládjába tartozó faj.
A magyar név forrással nincs megerősítve, lehet, hogy az angol név tükörfordítása (Heuglin's Francolin).

## Rendszerezés
Egyes rendszerbesorolások a Francolinus nemhez sorolják  Francolinus icterorhynchus néven.

## Előfordulása
A Közép-afrikai Köztársaság, a Kongói Demokratikus Köztársaság, Szudán és Uganda területén honos.

## Külső hivatkozások
- Képek az interneten a fajról[halott link]
- Internet Bird Collection - videó a fajról